# Лобода остиста
Лобода остиста (лат. Chenopodium aristatum, Teloxys aristata) — вид рослин з роду лобода (Chenopodium) родини амарантових (Amaranthaceae).
Однорічна трав'яниста рослина, без запаху, 5–30(50) см заввишки. Корінь стрижневий, тонкий, простий або гіллястий. Стебло сильно розгалужене, формує при плодах кулясту форму («перекотиполе»). Листя чергове, просте, цілісне, від ланцетних до зворотнолопатчатих, 0,8–3,5(6,0) см завдовжки і 1–3(8) мм завширшки, на верхівці гострі або притуплені, сидячі або в основі клиноподібно звужені в черешок до 0,4 мм довжиною, цілокраї або дрібнозубчасті.
Квітки сидячі або на коротких квітконіжках, двостатеві (іноді у верхній частині суцвіття — маточкові), зібрані в верхівкове, сильно розгалужене, дихазіальне суцвіття, бічні гілки якого перетворені в колючки (рідко відсутні).

## Синоніми
- Atriplex aristata (L.) Crantz (1766)
- Chenopodium acuminatum var. minimum (W.Wang & P.Y.Fu) Z.S.Qin
- Chenopodium aristatum L. (1753)basionym
- Chenopodium aristatum var. inerme W.Z.Di (1987)
- Chenopodium minimum W.Wang & P.Y.Fu (1959)
- Chenopodium secundiflorum Viv. (1824)
- Chenopodium sinense Willemet (1778)
- Chenopodium virgatum var. minimum (W.Wang & P.Y.Fu) Kitag. (1979)
- Chenopodium virginicum L. (1753)
- Dysphania aristata (L.) Mosyakin & Clemants (2002)
- Lecanocarpus aristatus (L.) Zucc. (1829)